# Ma Huanhuan
Ma Huanhuan (em chinês:  马 欢欢; Guilin, 13 de janeiro de 1990) é uma jogadora de polo aquático chinesa.

## Carreira
Ma disputou três edições de Jogos Olímpicos pela China: 2008, 2012 e 2016. Seu melhor resultado foi a quinta colocação nos Jogos de Pequim, em 2008, e Londres, em 2012.